# ابهیدارما
ابهیدارما (انگلیسی: Abhidharma) مجموعه‌ای از متون بودایی مربوط به قرن سوم پیش از میلاد به بعد، که حاوی ارائه‌های علمی دقیقی از مطالب اعتقادی است که در متون مقدس و تفاسیر متعارف بودایی (تریپیتاکا) ظاهر می‌شود. همچنین به خود روش مکتبی و همچنین حوزه دانشی که گفته می‌شود این روش مطالعه می‌کند، اشاره دارد.
سده‌های اول پس از مرگ شاکیامونی بودا شاهد ظهور چندین مکتب فکری و دودمان معلم در جامعه بودایی بود که در سراسر شبه قاره هند گسترش یافت. این اشکال جدید جوامع رهبانی علمی دارای علایق نظری و عملی متمایزی بودند و در تلاش برای سازماندهی، تفسیر و بازنگری آموزه‌های پراکنده بودا، سیستم فکری و روش خاصی را به نام ابهیدرما (پالی، ابهیدهاما) توسعه دادند.
بهیکو بودی آن را «نظام‌سازی انتزاعی و بسیار فنی از دکترین [بودایی]» می‌نامد، که هم‌زمان یک فلسفه، یک روان‌شناسی و یک فلسفه اخلاق است، که همگی در چارچوب برنامه‌ای برای رهایی ادغام شده‌اند.

## منشأ
تاریخ اولیه بودیسم در هند به‌طور قابل توجهی کمتر شناخته شده است و تلاش برای ایجاد یک گاهشماری ثابت از آن تاریخ هنوز ذهن دانشمندان معاصر را درگیر می‌کند. یک سنت عموماً پذیرفته شده این است که حدوداً در اوایل قرن سوم پیش از میلاد، جامعه بودایی بدوی به دو حزب یا برادر تقسیم شد: استاویراها (پالی، تریاها) و ماهاساغیکاها، که هر یک از آن پس سنت‌های مخصوص به خود را داشتند.